# Желехово
Желехово (пол. Żelechowo, нім. Selchow) — село в Польщі, у гміні Відухова Грифінського повіту Західнопоморського воєводства.
Населення — 504 особи (2011).
У 1975-1998 роках село належало до Щецинського воєводства.

## Демографія
Демографічна структура станом на 31 березня 2011 року:
|          | Загалом | Допрацездатний вік | Працездатний вік | Постпрацездатний вік |
| -------- | ------- | ------------------ | ---------------- | -------------------- |
| Чоловіки | 241     | 48                 | 171              | 22                   |
| Жінки    | 263     | 50                 | 152              | 61                   |
| Разом    | 504     | 98                 | 323              | 83                   |